# Gang Buntu
Gang Buntu is een bestuurslaag in het regentschap Medan van de provincie Noord-Sumatra, Indonesië. Gang Buntu telt 3465 inwoners (volkstelling 2010).